# 迷途之心
是一部2021年美國犯罪劇情片，由安東尼與喬·羅素執導，安琪拉·羅素-奧斯多（Angela Russo-Otstot）和潔西卡·戈德堡編劇，湯姆·霍蘭和席亞拉·布朗沃主演。電影改編自尼科·沃克的小說《謝里》，講述患有創傷後壓力症候群的美國軍醫為了藥物費用而搶劫銀行。
電影於2021年2月26日在美國院線上映，3月12日在Apple TV+上線。《迷途之心》口碑整體兩極，影評人多數稱讚演員的演出，但批評劇本和執導方向。

## 劇情
前美國陸軍軍醫從伊拉克返回美國，被診斷患有創傷後壓力症候群（PTSD）且對鴉片類藥物成癮，為了藥物的費用而開始搶劫銀行。

## 演員
- 湯姆·霍蘭飾演謝里（Cherry）[4]，該角根據作者尼科·沃克所創作[5]。
- 席亞拉·布朗沃（英语：Ciara Bravo）飾演艾蜜莉（Emily）
- 傑克·雷諾飾演藥丸和可樂（Pills and Coke）
- 邁克·瑞斯波利飾演湯米（Tommy）
- 傑夫·華伯格（Jeff Wahlberg）飾演希門尼斯（Jimenez）
- 凱爾·哈維（英语：Kyle (musician)）飾演羅伊（Roy）
- 福瑞斯·古德勒克（英语：Forrest Goodluck）飾演詹姆斯·萊特福特（James Lightfoot）
- 米高·簡東費尼飾演表弟喬（Cousin Joe）
- 普奇·豪爾（英语：Pooch Hall）飾演霍姆夫中士（Sgt. Whomever）
- 小戴蒙·韋恩斯飾演教育班長馬斯特（Drill Sgt. Masters）
- 托馬斯·列儂飾演霍姆夫神父（Father Whomever）
- 凱莉·伯格倫德飾演麥迪遜·科瓦爾斯基（Madison Kowalski）
- 霍塞·帕布羅·坎蒂羅（英语：Jose Pablo Cantillo）飾演戴可中士（Drill Sgt. Deco）

湯姆·霍蘭的弟弟哈利（Harry）以「苦惱小子」（Shaky Kid）一角在片中友情客串。正如霍蘭在《吉米·法伦今夜秀》所述，他和哈利想出了讓後者飾演的「苦惱小子」出現在他後來拍的每部電影中；哈利下一部出演該角的電影為《蜘蛛人：無家日》。

## 製作
安東尼與喬·羅素的製片公司AGBO於2018年8月以約100萬美元的價格買下了尼科·沃克小說《謝里》的電影改編權，勝過了索尼和華納兄弟的出價；其中，華納原打算將該片交由詹姆斯·法蘭科執導。羅素兄弟將親自擔任導演。2019年3月，湯姆·霍蘭參與主演會談。席亞拉·布朗沃、傑克·雷諾、傑夫·華伯格（Jeff Wahlberg）、凱爾·哈維、福瑞斯·古德勒克和米高·簡東費尼於10月加入了演員出陣容。普奇·豪爾於12月簽約參演。
據報導，拍攝最初於2019年7月15日開始。實際主要拍攝於2019年10月8日在俄亥俄州克利夫兰高地開始進行，並於2020年2月結束。據羅素兄弟所述，剪輯與拍攝同步進行，以使他們能夠看到廢棄的內容，以及是否需要「重寫或重拍」電影的某些部分。

## 發行
Apple TV+於2020年9月正式獲得了該片的發行權。該片定於2021年2月26日在影院上映，並於2021年3月12日在Apple TV+上發行。

## 反響
《迷途之心》在影評界負評居多。匯總媒體網站爛番茄基於167條評論，該片持有37%的新鮮度，平均評分為5.4／10，但觀眾方的新鮮度僅54%；該網站共識：「這肯定時髦，它為湯姆·霍蘭帶來可喜的擴展戲路機會，但《迷途之心》受困於過公式的故事，無法讓任何人大吃一驚。」而在Metacritic上根據43篇影評則獲得了44分（滿分100），評價兩極。
IndieWire的大衛·埃里希（David Ehrlich）將該片評為並寫道：「……導演安東尼和喬·羅素為[作者尼科·沃克]電影版權支付了100萬美元，並將其轉變為他們在《復仇者聯盟：終局之戰》後的首部製作。透過羅素兄弟對沃克人生的模糊、冗長不堪及生平故事的改編錯誤判斷，毫無疑問，那筆交易能有更好的成果。」《綜藝》的歐文·格里伯曼評論：「《迷途之心》中幾乎沒有片刻令人信服，但電影真正罪過的是片中幾乎沒有一刻令人愉悅。電影傳達的唯一情感只是充滿自大。」《好萊塢報導》的大衛·魯尼（David Rooney）稱電影為「過於熟爛」並寫道：「沃克的故事無疑是建立在非常寫實的環境上，反映了無數美國人從現役回國受困於經濟不景氣、工作機會減少和濫用毒品的國家窘境。但現實是《迷途之心》反映出枯燥的強調，還是這對聯合導演靠自己的高尚風格來調高。」

## 外部連結
- 互联网电影数据库（IMDb）上《迷途之心》的资料（英文）
- 豆瓣电影上《迷途之心》的資料 （简体中文）